# Donji Zvečaj
Donji Zvečaj es una localidad de Croacia situada en el municipio de Duga Resa, en el condado de Karlovac. Según el censo de 2021, tiene una población de 180 habitantes.

## Demografía
| Gráfica de población de Donji Zvečaj 1857-2021                     |
|                                                                    |
| Según los censos de población de la Oficina de Estadísticas Croata |